# Ісенбаєв Ісен
Ісен Ісенбаєв (нар. 1905, аул Джуваниської волості Уральської області, тепер Актюбінської області, Республіка Казахстан — 1987, місто Алма-Ата, тепер місто Алмати, Республіка Казахстан) — радянський казахський діяч, народний комісар зернових і тваринницьких радгоспів Казахської РСР (1937—1938). Депутат Верховної Ради СРСР 1-го скликання (1937—1946).

## Біографія
У 1920—1922 роках — червоноармієць 282-го кавалерійського полку РСЧА.
У 1923 році не працював. З 1924 по 1925 рік наймитував у селищах Тепловськ і Чулак Уральської області.
У 1925—1926 роках — курсант, у 1926—1929 роках — молодший командир відділення, помічник командира взводу Казахської  крайової кавалерійської школи в містах Кзил-Орді та Алма-Аті. У 1928 році закінчив Казахську крайову кавалерійську школу.
Член ВКП(б) з 1929 року.
У 1929—1930 роках — член правління Казживмолспілки, голова правління Конецентру Казакської крайової колгоспної спілки в Алма-Аті. У 1930—1931 роках — голова Кастекської районної тваринницької спілки.
У 1932—1933 роках — голова виконавчого комітету Жармінської районної ради; голова виконавчого комітету Уланської районної ради Семипалатинської області.
У 1933—1934 роках — завідувач Семипалатинського обласного відділу соціального забезпечення.
У 1934—1937 роках — голова виконавчого комітету Іртишської районної ради Семипалатинської області; 1-й секретар Чингістауського районного комітету КП(б) Казахстану Семипалатинської області.
У жовтні 1937 — липні 1938 року — народний комісар зернових і тваринницьких радгоспів Казахської РСР.
У 1938—1942 роках — директор зернорадгоспу імені Молотова Кустанайської області. У 1942—1943 роках — директор зернорадгоспу «Дарбаза» Південно-Казахстанської області.
У 1943 році — слухач курсів перепідготовки політичного складу запасу в місті Ош Киргизької РСР.
У 1943—1948 роках — директор Кастекського вівцерадгоспу Алма-Атинської області.
У 1948—1952 роках — заступник директора експериментальної бази ВАСГНІЛ, завідувач відділу Джамбульського районного виконавчого комітету Алма-Атинської області. У 1953 році — заступник головного лікаря з адміністративно-господарської частини Джамбульської районної лікарні Алма-Атинської області.
У 1953—1966 роках — директор підсобного господарства санаторію «Каменське плато» Алма-Атинської області.
У 1966—1967 роках — керуючий центрального складу управління «Казголовмедтехніка» в місті Алма-Аті.
У 1970—1972 роках — начальник спортивно-технічного клубу ДТСААФ Ленінського району міста Алма-Ати.
Потім — на пенсії в місті Алма-Аті.

## Нагороди
- орден Вітчизняної війни І ст.
- ордени
- медалі